# Barbara Hershey
Barbara Lynn Herzstein, lepiej znana jako Barbara Hershey (ur. 5 lutego 1948 w Hollywood) – amerykańska aktorka. W swojej prawie 50-letniej karierze grała różne role w telewizji i kinie, w kilku gatunkach, w tym w westernach i komediach.
Dwukrotna laureatka nagrody dla najlepszej aktorki na MFF w Cannes za role w filmach: Cisi ludzie (1987) Andrieja Konczałowskiego i Świat na uboczu (1988) Chrisa Mengesa. Zdobywczyni nagród Emmy (1990) i Złotego Globu (1991) za rolę w filmie telewizyjnym W imię miłości. Nominowana do Oscara dla najlepszej aktorki w roli drugoplanowej za kreację w filmie Portret damy (1996) Jane Campion.

## Życiorys

### Wczesne lata
Urodziła się w Hollywood jako najmłodsza z trojga dzieci Melrose Herzstein (z domu Moore) i Arnolda Nathana Herzsteina, felietonisty wyścigów konnych. Jej ojciec był Żydem (pochodził z rodziny z Węgier i Rosji), a matka, która była prezbiterianką, miała pochodzenie angielskie i szkocko–irlandzkie.
Od zawsze chciała zostać aktorką, a jej rodzina nadała jej przydomek „Sarah Bernhardt”. W szkole była nieśmiała i tak cicha, że ludzie myśleli, że jest głucha. W wieku dziesięciu lat udowodniła, że jest uczennicą „A”. Jej nauczyciel teatralny w szkole średniej pomógł jej znaleźć agenta, a w 1965, w wieku 17 lat, dostała rolę Ellen w sitcomie ABC Gidget z Sally Field. W 1966 ukończyła Hollywood High School.

### Kariera
Od 7 września 1966 do 15 marca 1967 regularnie występowała jako Kathy Monroe w serialu ABC The Monroes. Po debiucie na kinowym ekranie w komediodramacie familijnym Sześcioro to już tłum (With Six You Get Eggroll, 1968) z Doris Day, dostała się do obsady westernu Heaven with a Gun (1969) u boku Glenna Forda i Davida Carradine’a oraz dramatu Ostatnie lato (Last Summer, 1969) na podstawie scenariusza Eleanor Perry z Bruce’em Davisonem. Po występie w dramacie kryminalnym Roberta Mulligana W pogoni za szczęściem (The Pursuit of Happiness, 1971) z Michaelem Sarrazinem, w dramacie obyczajowym Jamesa Bridgesa Surogatka (The Baby Maker, 1970) z udziałem Scotta Glenna przyjęła rolę Tish Gray, która zobowiązuje się urodzić dziecko męża kobiety, która nie może zajść w ciążę.
W melodramacie kryminalnym Martina Scorsese Wagon towarowy Bertha (Boxcar Bertha, 1972) zagrała tytułową bohaterkę „Boxcar” Bertha Thompson, która wiąże się z anarchistą–rebeliantem (David Carradine) i razem przemierzają Stany Zjednoczone dokonując drobnych przestępstw. Hershey i jej ekranowy partner David Carradine utrzymywali, że sceny łóżkowe z ich udziałem były nieudawane. W 1973 Hershey przechrzciła się na „Barbara Seagull” i udała się do Holandii, aby zagrać Angelę w dramacie historycznym Love Comes Quietly. Wystąpiła w dramacie Davida Carradine’a Ty i ja (You and Me, 1974), dramacie kryminalnym Menahema Golana Diamonds (1975) z Robertem Shaw oraz westernie Andrew V. McLaglena Pojedynek po latach (The Last Hard Men, 1976) z Charltonem Hestonem i Jamesem Coburnem.
W 1981 miała pierwotnie zagrać rolę Diane Ashe w sztuce Einstein i niedźwiedź polarny na Broadwayu, ale opuściła produkcję podczas prób. Przełomem w karierze okazał się występ w produkcjach: dramacie przygodowym Philipa Kaufmana Pierwszy krok w kosmos (The Right Stuff, 1983), dramacie sportowym Barry’ego Levinsona Urodzony sportowiec (The Natural, 1984), komediodramacie Woody’ego Allena Hannah i jej siostry (Hannah and Her Sisters, 1986), dramacie Mistrzowski rzut (Hoosiers, 1986) i Wariatki (Beaches, 1988). W dyskusyjnym i wywołującym wiele kontrowersji dramacie Martina Scorsese Ostatnie kuszenie Chrystusa (The Last Temptation of Christ, 1988) została obsadzona w roli Marii Magdaleny. Późniejsze role obejmowały tak docenione przez krytykę filmy fabularne, jak Portret damy (1996) i Czarny łabędź (2010), a także serial fantasy ABC Dawno, dawno temu (2012–2013).

## Życie prywatne
W latach 1969–1975 była w nieformalnym związku z aktorem Davidem Carradine, z którą miała syna Free „Toma” Carradine (ur. 6 października 1972). 8 sierpnia 1992 zawarła związek małżeński ze Stephenem Douglasem. W listopadzie 1993 doszło do rozwodu. W latach 1998–2009 była związana z młodszym od niej o 21 lat aktorem Naveenem Andrewsem.

## Filmografia
- 1969: Ostatnie lato (Last Summer) jako Sandy
- 1972: Wagon towarowy Bertha (Boxcar Bertha), jako „Boxcar” Bertha Thompson
- 1986: Hannah i jej siostry (Hannah and Her Sisters), jako Lee
- 1987: Cisi ludzie (Shy People), jako Ruth
- 1988: Świat na uboczu (A World Apart), jako Diana Roth
- 1988: Ostatnie kuszenie Chrystusa (The Last Temptation of Christ), jako Maria Magdalena
- 1990: Ciotka Julia i skryba (Tune in Tomorrow...), jako ciotka Julia
- 1990: W imię miłości (A Killing in a Small Town), jako Candy Morrison
- 1993: Niebezpieczna kobieta (A Dangerous Woman), jako Frances
- 1993: Upadek (Falling Down), jako Elizabeth ‘Beth’ Travino
- 1993: Abraham, jako Sara
- 1993: Awantura o spadek (Splitting Heirs), jako Duchess Lucinda
- 1996: Żałobnik (The Pallbearer), jako Ruth Abernathy
- 1996: Portret damy (The Portrait of a Lady), jako Serena Merle
- 1998: Schody do nieba (The Staircase), jako matka Madalyn
- 1999: Śniadanie mistrzów (Breakfast of Champions), jako Celia Hoover
- 2003: 11:14, jako Norma
- 2010: Czarny łabędź (Black Swan), jako Erica Sayers
- 2012–2013: Dawno, dawno temu (Once Upon a Time), jako Cora / Królowa Kier